# Modulation (Technik)
Der Begriff Modulation (lat. modulatio = Takt, Rhythmus) beschreibt einen Vorgang in der Nachrichtentechnik, bei dem ein zu übertragendes Nutzsignal (beispielsweise Musik, Sprache, Daten) einen sogenannten Träger verändert (moduliert). Dadurch wird eine hochfrequente Übertragung des niederfrequenten Nutzsignals ermöglicht. Das Sendesignal belegt im Bereich der Trägerfrequenz eine vom Nutzsignal abhängige Bandbreite. Die Nachricht wird empfangsseitig durch einen Demodulator wieder zurückgewonnen.
Das Trägersignal selbst ist bezüglich der übertragenen Nachricht ohne Bedeutung; es dient nur zur Anpassung an die physikalischen Eigenschaften des Übertragungskanals und kann (bei bestimmten Modulationsarten) unterdrückt werden.

Analoge Amplitudenmodulation (AM) und Frequenzmodulation (FM) eines niederfrequenten Signals

## Notwendigkeit, Beispiele
- Wenn man Sprache oder Musik direkt aussenden wollte, gäbe es landesweit nur ein einziges „Programm“, weil dieses den kompletten Niederfrequenzbereich beanspruchen würde. Jedes andere Programm würde den gleichen Frequenzbereich belegen und stören. Außerdem wären wegen der niedrigen Frequenz sowohl sende- als auch empfangsseitig riesige Antennen erforderlich.
- Durch Modulation wird ein wesentlich höherfrequenter Träger im Rhythmus der Information verändert und gesendet. Andere Sender machen Vergleichbares mit Trägern jeweils verschiedener Frequenz. Wenn sich diese Frequenzbereiche im Empfänger mit Hilfe von Filtern (Schwingkreisen) voneinander trennen lassen, kann man aus unterschiedlichen Programmen auswählen. Nebenbei werden auch die Antennen handlicher.
- Auf einer Trägerfrequenz lassen sich mehrere Informationen unabhängig voneinander so aufmodulieren, dass sie empfängerseitig getrennt werden können. So werden beispielsweise beim UKW-Rundfunk neben der „Vordergrundmusik“ noch weitere Informationen wie z. B. RDS oder die Senderkennung übertragen.
- Auch die gleichzeitige Übertragung der beiden Stereokanäle (links und rechts) wäre ohne Modulation unmöglich. Beim Farbfernsehen werden die Helligkeits- und Farbinformationen für die einzelnen Bildpunkte so trickreich auf einen Träger moduliert, dass sie sich nicht gegenseitig stören. Beim Schwarz-Weiß-Fernseher wird die Farbmodulation ignoriert.
- Die Vielfachausnutzung einer Kabel-, Lichtwellenleiter- oder Funkverbindung (Richtfunk, Satellitenfernsehen) für einige Hundert gleichzeitig geführte Telefongespräche oder mehrere Fernsehprogramme wäre ohne raffinierte Modulationsverfahren undenkbar.
- Bei DSL kann man gleichzeitig und unabhängig voneinander digitale Internet-Daten senden und empfangen, während man nebenbei auch telefonieren kann.
- Bei einer Fernbedienung lassen sich durch Modulation der Infrarotstrahlung unterschiedliche Befehle wie Kanalwechsel, Änderung der Lautstärke oder Ausschalten drahtlos übertragen.

## Bedeutung
Die Modulation bringt viele Vorteile gegenüber einer direkten Übertragung des Nutzsignals. Man kann auf diese Weise sowohl analoge als auch digitale Signale übertragen. Das Modulationsverfahren kann unabhängig von der Art des Nutzsignals sowohl analog als auch digital sein.
Geräte, die sowohl modulieren als auch demodulieren können, werden häufig kurz als Modem (Modulator Demodulator) bezeichnet.
Eng verwandt mit der digitalen Modulation ist die Leitungscodierung, die eine Anpassung eines digitalen Nutzsignals an einen Übertragungskanal, hier eine Leitung, zur Aufgabe hat, dabei aber keine Umsetzung vom Basisband in ein höheres Trägerfrequenzband vornimmt.
Die Modulation ist eines der wichtigsten Verfahren der Nachrichtentechnik. Ihr Einsatz ermöglichte in der Nachrichtenübertragung die Nutzung höherer Frequenzbereiche und erschloss damit neue Übertragungswege (zum Beispiel Funk, Richtfunk, Satellitenfunk).
Modulation begegnet uns überall im alltäglichen Leben:
- Amateurfunk, Flugfunk, Polizeifunk, Seefunk, Taxifunk
- automatische Schiffsidentifikation (AIS)
- Datennetze: Bluetooth, Ethernet, WLAN
- digitales Fernsehen, (DVB), Fernsehen, Radio, Satellitenfernsehen
- Fernbedienungen, Fernsteuerungen
- Funkidentifikation (RFID), Flugfunktransponder, On-Board-Unit für LKW-Maut
- kabelloser Kopfhörer, kabelloses Mikrofon
- Funktelefon (zum Beispiel DECT), Mobiltelefon (zum Beispiel GSM), Satellitentelefon
- Satellitennavigation (zum Beispiel GPS)

In jüngster Zeit zeigte sich die Bedeutung der Modulation im Alltag besonders deutlich. Durch Entwicklung neuer Modulationsverfahren wie ADSL konnte die Datenübertragungsrate über die vorhandenen Telefonanschlussleitungen drastisch erhöht werden.

## Geschichte
Sprache und Musik selbst basieren auf Modulation. Die Bewegung der Zunge und Lippen allein produziert Schnalzer und Schmatzer, die nicht weit zu hören sind. Der Ton aus dem Kehlkopf trägt viel weiter und dient bereits dem Säugling als Träger, durch dessen kontinuierliche (analoge) Veränderungen der Lautstärke und Tonhöhe er über sein Befinden informiert. Bewusst eingesetzt wird die Modulation bei gepfiffenen Sprachen.
Guglielmo Marconi erreichte 1899 die erste Funkübertragung über den Ärmelkanal, indem er einen Knallfunkensender ein- und ausschaltete. Mit dieser digitalen Modulation ließen sich Morsezeichen übertragen. Ein Kohärer im Empfänger reagierte auf das Hochfrequenzsignal und die unstete Leistung des Senders war als Krächzen zu hören. Die Trennschärfe spielte damals noch keine Rolle, da die Anzahl der Sender noch recht begrenzt war. Während Marconi nach höherer Sendeleistung strebte, verbesserte zeitgleich Reginald Fessenden die Empfindlichkeit der Empfänger.
Bis 1913 konnten Sender nur ein- und ausgeschaltet werden, was man bestenfalls als sehr rudimentäre Modulation bezeichnen kann. Eine Modulation mit vielfältigsten Signalen, deren feine Nuancen auch übertragen werden müssen, setzt eine Oszillatorschaltung voraus, die zunächst ein konstantes Signal erzeugt – das wurde erst nach der Erfindung der Meißner-Schaltung möglich. Das war der Beginn des Rundfunks.

## Technische Beschreibung
Bei der Modulation wird das Nutzsignal in einen anderen Frequenzbereich umgesetzt. Dabei werden Parameter wie Amplitude, Frequenz und/oder Phase der Träger durch das Nutzsignal variiert. Bei der analogen Amplitudenmodulation erfolgt nur eine Variation der Amplitude der Träger. Das durch diese Modulation spektral versetzte Signal kann dann über einen Übertragungskanal zum Empfänger übertragen werden, der mittels Demodulation das ursprüngliche Nutzsignal wiedergewinnt. Die Übertragung kann leitungsgebunden über elektrische Kabel und Lichtwellenleiter oder mittels Antennen in Form einer Freiraumausbreitung („Funk“) erfolgen.

### Zeitkontinuierliche und zeitdiskrete Verfahren
Zeitkontinuierliche Modulationsverfahren benutzen als Träger ein kontinuierliches Signal wie beispielsweise eine Sinusschwingung. Dabei muss das zu modulierende Informationssignal die Information nicht zeitkontinuierlich darstellen. Wesentlich ist, dass das modulierte Signal am Modulatorausgang zeitkontinuierlich ist. Die zeitkontinuierlichen Verfahren unterteilen sich in wertkontinuierliche und wertdiskrete Modulationsverfahren. Die wertkontinuierlichen und zeitkontinuierlichen Verfahren werden unpräzise auch als analoge Modulation bezeichnet, die wertdiskreten und zeitkontinuierlichen Verfahren als digitale Modulation.
Zeitdiskrete Modulationsverfahren liefern hingegen am Ausgang des Modulators nur zu bestimmten Zeitpunkten ein definiertes Trägersignal. Typische Vertreter dieser Klasse sind die Pulsträgerverfahren. Auch die zeitdiskreten Verfahren unterteilen sich in wertkontinuierliche und wertdiskrete Modulationsverfahren. Ein wertkontinuierliches und zeitdiskretes Modulationsverfahren stellt die Pulsamplitudenmodulation (PAM) dar. Ein typischer Vertreter eines wertdiskreten und zeitdiskreten Modulationsverfahrens ist die Puls-Code-Modulation (PCM).

### Lineare und nichtlineare Modulationsverfahren
Modulationstechniken lassen sich in lineare und nichtlineare Modulationsverfahren unterteilen. Ein Modulationsverfahren ist dann linear, wenn die mathematische Funktion zwischen dem Nutzsignal und dem Sendesignal, die den Modulationsvorgang beschreibt, eine lineare Funktion ist. Dieses ist beispielsweise bei der Amplitudenmodulation der Fall, die im Zeitbereich eine Multiplikation darstellt.
Bei nichtlinearen Modulationen hingegen, die als Zusammenhang zwischen Nutzsignal und Sendesignal eine nichtlineare Funktion besitzen, ist die Abbildung von den Momentanwerten des Nutzsignals abhängig. Deren Analyse ist mit höherem Aufwand verbunden, oft sind dabei auch keine geschlossenen Lösungen verfügbar und es müssen Näherungsverfahren wie zum Abschätzen der nötigen Bandbreite des Sendesignals verwendet werden. Ein Beispiel für eine nichtlineare Modulation ist die Frequenzmodulation, bei der die Verknüpfung zwischen Nutzsignal und Sendesignal durch Winkelfunktionen wie die Kosinus-Funktion gebildet wird.

### Modulation und Multiplextechnik
Der Begriff der Modulation ist eng mit dem Begriff der Multiplextechnik verknüpft. Die Multiplextechnik beschäftigt sich damit, mehrere Nutzsignale parallel und idealerweise ohne gegenseitige Beeinflussung über einen gemeinsam genutzten Kanal, zum Beispiel ein Kabel oder einen Funkfrequenzbereich, zu übertragen. Die praktische Umsetzung der verschiedenen Multiplextechniken wie Zeitmultiplex, Frequenzmultiplex oder Codemultiplex erfolgt durch Einsatz geeigneter Modulationsverfahren.

### Physikalische Modulation
Modulationsverfahren werden nicht nur in den der elektronischen Schaltungstechnik direkt zugänglichen Frequenzbereichen bis zu einigen 100 GHz verwendet, sondern es gibt auch Modulatoren, die direkt auf materialspezifischen, physikalischen Prinzipien beruhen. In diesen Fällen wird der Modulator bzw. auch Demodulator nicht mehr durch eine elektronische Schaltung aus einzelnen Bauelementen und deren Zusammenwirken in einer Schaltung gebildet. Als wesentliche Eigenschaft sind bei diesen Modulatoren deutlich höhere Trägerfrequenzen möglich, die bis in den sichtbaren Bereich des elektromagnetischen Spektrums (Licht) und darüber hinaus (Ultraviolett) reichen können. Nachteilig sind dabei die geringen Variationsmöglichkeiten, da die Materialeigenschaften im Gegensatz zu den als elektronische Schaltungen aufgebauten Modulatoren nicht so einfach verändert werden können. Meistens finden daher nur einfache Amplitudenmodulationen Anwendung.
Ein Modulator in diesem Kontext wäre beispielsweise eine Leuchtdiode, ein Laser oder auch für niedrige Nutzsignalfrequenzen eine Glühlampe, die in der Helligkeit gesteuert wird. Diese Amplitudenmodulation, da die Helligkeit variiert wird, findet dabei in dem inneren Aufbau durch physikalische Prozesse statt und das Sendesignal kann im Bereich optischer Frequenzen und darüber liegen. Anwendung finden diese Modulatoren beispielsweise zum Ansteuern von Lichtwellenleitern oder auch Optokoppler.

## Verfahren

### Analoge Modulationsverfahren
Analoge Nutzsignale sind beispielsweise Sprach-, Musik oder Bildsignale. Wesentliche Eigenschaft analoger Modulationstechniken ist die Kontinuität der Modulation sowohl im Zeit- als auch im Wertebereich. D. h. analoge Modulationen verarbeiten das Nutzsignal kontinuierlich, es erfolgt keine Digitalisierung der Sendesignalwerte. Analog modulierte Signale nennt man auch Analog Spectrum Modulation (kurz ASM).
Die analogen Modulationsverfahren lassen sich in zwei Hauptgruppen einteilen: In die Amplitudenmodulation und in die Winkelmodulation. Alle weiteren analogen Modulationstechniken lassen sich aus diesen beiden Modulationstechniken ableiten.
Bei der Amplitudenmodulation wird die Information des Nutzsignals kontinuierlich in der Amplitude des Sendesignals abgebildet. Dabei gibt es spezielle Abwandlungen der Amplitudenmodulation, wie die Amplitudenmodulation mit unterdrücktem Träger, die Einseitenbandmodulation (SSB) oder auch die Restseitenbandmodulation. Anwendungen findet die Amplitudenmodulation beispielsweise bei dem analogen Rundfunk auf Mittelwelle und der analogen Fernsehtechnik. Einseitenbandmodulation ist technisch aufwendiger, nutzt aber das Frequenzband effizienter und findet beispielsweise Anwendung im Bereich des Amateurfunks.
Bei der Gruppe der Winkelmodulationen, dazu zählen vor allem die Frequenzmodulation (FM) und die Phasenmodulation (PM), wird das Nutzsignal in dem Phasenwinkel des Trägersignals abgebildet. Dabei kommt es zu einer Änderung der Trägerfrequenz bzw. der Phasenlage des Trägersignals. Anwendung finden diese Techniken beispielsweise im analogen UKW-Hörfunk.
Die Kombination aus Amplituden- und Winkelmodulation wird auch Vektormodulation genannt. In diesem Fall wird die Information des Nutzsignals sowohl in der Amplitude als auch im Phasenwinkel der Trägerschwingungen untergebracht. Im analogen Bereich dürfte die bekannteste Anwendung die Übertragung der Farbinformation beim PAL- bzw. NTSC-Farbbild-(FBAS)-Signal sein. Hierbei bestimmt die Farbsättigung die Amplitude und die Farbart (Farbton) den Phasenwinkel eines Trägersignals, des sogenannten Farbhilfsträgers.

### Digitale Modulationsverfahren
Digitale Modulationsverfahren übertragen Symbole, die für Sender und Empfänger jeweils eindeutig definiert sind. Dies bezeichnet man dann als Digital Spectrum Modulation (kurz DSM). Der Zeitverlauf dieser Symbole bzw. der Überlagerung der ausgesendeten Symbole bilden einen kontinuierlichen Verlauf. Die Form der Symbole muss dabei so gewählt werden, dass ihr Spektrum innerhalb der vorgeschriebenen Bandbreite des Übertragungskanals bleibt. Analoge Signale wie Sprache oder Musik müssen daher vor der digitalen Modulation digitalisiert werden. Diese digitalen Stichproben werden dann auf die auszusendenden Symbole abgebildet (mapping). Diese Modulationsverfahren werden daher mit Hilfe der digitalen Signalverarbeitung realisiert.
Aus didaktischen Gründen, auch weil es sich einfacher zeichnerisch darstellen lässt, werden die Symbole oft rechteckig dargestellt, also ohne Verrundung. Dies führt aber leicht zu einer unrichtigen Vorstellung der Problemstellung.
Die digitalen Modulationen liefern nur zu bestimmten Zeitpunkten, den sogenannten Abtastzeitpunkten, gültige Werte. Dieses wird als zeitdiskret bezeichnet. Der zeitliche Abstand der Abtastzeitpunkte wird Symbolrate genannt. In den Zeitintervallen zwischen zwei Abtastzeitpunkten ist die Information des Sendesignals undefiniert. Daher spielt bei der digitalen Demodulation die sogenannte Taktrückgewinnung eine zentrale Rolle: Der Empfänger bzw. Demodulator muss durch geeignete Verfahren erkennen können, zu welchen Zeitpunkten eine gültige Information vorliegt.
Bei digitalen Modulationen kann nur eine endliche Anzahl unterschiedlicher Werte übertragen werden. Dieses wird als wertdiskret bezeichnet. Durch geeignete Wahl der wertdiskreten Sendesymbole können kleinere Abweichungen, die beispielsweise durch Übertragungsfehler passieren, erkannt und kompensiert werden. Das begründet die meist höhere Störunempfindlichkeit von digitalen Modulationsverfahren gegenüber den analogen Verfahren. Bewertet werden können die Störeinflüsse einiger digitaler Modulationsverfahren beispielsweise mittels Augendiagramm oder in Form der Darstellung von Sendesymbolen in der komplexen Ebene.
Genauer handelt es sich bei den digitalen Modulationen um zeit- und wertdiskrete Modulationsverfahren, bezogen auf das übertragene Informationssignal. Der Zeitverlauf des Modulationssignals ist dagegen zeit- und wertkontinuierlich. Allerdings hat sich der nicht ganz passende Begriff der digitalen Modulation in der Literatur bereits durchgesetzt. Aber auch die Kanalkodierung kann unter bestimmten Voraussetzungen als eine Form der digitalen Modulation aufgefasst werden. In der Literatur wird dafür der Begriff der „codierten Modulation“ verwendet.
Einige der digitalen Modulationstechniken haben Entsprechungen bei analogen Modulationstechniken oder sind davon abgeleitet. Es gibt allerdings auch eine Vielzahl digitaler Modulationen, die keine direkten analogen Entsprechungen aufweisen, wie beispielsweise die Pulsdauermodulation, die eine spezielle digitale Winkelmodulation darstellt und auch zur zeitlichen Abtastung (zeitdiskrete Abtastung) eines analogen Signals verwendet werden kann.

#### Digitale Modulationsverfahren mit einem Träger
Zu den einfachsten digitalen Modulationen zählt die digitale Amplitudenmodulation oder auch Amplitude Shift Keying (ASK) genannt, bei der die Amplitude des Sendesignals in diskreten Schritten in Abhängigkeit von der Nutzdatenfolge umgeschaltet wird. Bei nur zwei Sendesymbolen wird zwischen zwei unterschiedlichen Amplitudenwerten gewählt, wovon auch eine Null sein kann. Es können aber auch mehrere Amplitudenwerte (Stufen) gewählt werden.
Die digitalen Winkelmodulationen umfassen ein großes Feld und sind in der einfachsten Form auch als Frequency Shift Keying (FSK) und Phase Shift Keying (PSK) bekannt. Dabei wird die Frequenz oder der Phasenwinkel des Trägersignals in diskreten Stufen umgeschaltet. Eine spezielle Form der FSK ist die Gaussian Minimum Shift Keying (GMSK), bei welcher der Modulationsindex genau 0,5 beträgt. Typische Anwendungen dieser Modulationen sind die ersten Telefonmodems aus dem Zeitraum der 1980er Jahre, die mittels FSK in den ITU-T Normen V.21 oder auch V.23 bis zu 1200 bit pro Sekunde über eine Telefonleitung übertragen konnten. Auch heute übliche analoge Faxgeräte verwenden diese Modulationsverfahren.
Digitale Phasenmodulationen wie die QPSK übertragen die Nutzdaten nur in der Phasenlage des Trägers. Auch diese Modulationen werden vor allem im Bereich der Telekommunikation wie zum Beispiel bei digitalen Mobilfunknetzen wie GSM angewandt.
Im digitalen Bereich werden vor allem auch Kombinationen aus Amplituden- und Winkelmodulationen verwendet. Die Information (Nutzdatenfolge) wird dabei sowohl in der Amplitude als auch Phasenlage des Trägers untergebracht. Ein gebräuchliches Modulationsverfahren ist die Quadraturamplitudenmodulation, abgekürzt QAM, 16QAM, 32QAM, 64QAM usw. Die Zahlen geben dabei die diskreten Datenpunkte (Sendesymbole) in der komplexen Ebene an: Je mehr Sendesymbole vorhanden sind, desto mehr Bits können pro Symbol übertragen werden, desto schwieriger ist es aber auch, auf Empfängerseite die einzelnen Symbole noch voneinander zu unterscheiden. Daher werden in robusten und bei stärker gestörten Übertragungen Verfahren mit wenigen Sendesymbolen verwendet.

#### Digitale Modulationen mit mehreren Trägern
Bei digitalen Modulationen ist es auch möglich, den Nutzdatenstrom auf mehrere unterschiedliche Träger aufzuteilen. Dadurch entsteht eine zusätzliche Möglichkeit, sich an die Eigenschaften des Übertragungskanals möglichst optimal anzupassen: Wenn beispielsweise aufgrund von Störungen bestimmte Träger nicht zur Datenübertragung verwendet werden können, so reduziert dieses nur den Gesamtdatendurchsatz, da die anderen Träger weiterhin verwendet werden können. Ein typisches Verfahren ist Discrete Multitone (DMT), das im Bereich von ADSL Anwendung findet. Dazu gehören auch Orthogonal Frequency Division Multiplex (OFDM) beziehungsweise Coded Orthogonal Frequency Division Multiplex (COFDM), die im Bereich des terrestrischen digitalen Fernsehen DVB-T eingesetzt werden.
Dabei werden auf den einzelnen Trägern möglichst schmalbandig digitale Modulationen wie 16QAM eingesetzt. Durch die große Anzahl der Träger – diese können bis zu einige 10.000 Träger sein – kann sehr selektiv auf die Übertragungseigenschaften des Übertragungskanals eingegangen werden. Damit werden bis zu einigen 10 kbit an Nutzdaten parallel in nur einem Taktschritt übertragen. Durch wesentliche technologische Weiterentwicklungen im Bereich leistungsfähiger und kostengünstiger digitaler Signalprozessoren und anwendungsspezifische integrierte Schaltungen haben diese komplexen Modulationsverfahren in den letzten Jahren im Konsumelektronikbereich große Verbreitung gefunden.

#### Codierte Modulation
Bei der codierten Modulation wird die bei anderen Modulationsverfahren getrennte Kanalcodierung, welche durch zusätzliches Einbringen von Redundanz Schutz gegen Übertragungsfehler bietet, mit einem digitalen Modulationsverfahren untrennbar zusammengefasst. Der durch die Zusammenfassung erzielbare, zusätzliche Codegewinn der Kanalcodierung beruht dann nicht wie bei den getrennten Verfahren auf dem minimalen Hamming-Abstand, sondern auf der euklidischen Distanz der Sendesymbole des Modulationsverfahrens, welche in der komplexen Ebene aufgespannt sind.
Beispiel für die codierte Modulation ist die Trellis-Code-Modulation (TCM), welche auf einem Faltungscode in Kombination mit einem Modulationsverfahren wie der QAM basiert. Die verwandte Block-Code-Modulation (BCM) verwendet statt des Faltungscodes einen Blockcode. Beide Verfahren können in Teilcodierungen aufgesplittet (partitioniert) werden, woraus sich die Gruppe der Multilevel-Code-Modulationsverfahren (MLCM) ableiten. Auch Verfahren wie Binary Offset Carrier (BOC), welche teilweise noch Gegenstand aktueller Forschungen sind, zählen zu dem Bereich der codierten Modulation.

## Spezielle Modulationen

### Bandspreizmodulationen
Dazu zählen verschiedenartige Spread Spectrum Modulationen wie Frequency Hopping Spread Spectrum (FHSS) und Direct Sequence Spread Spectrum (DSSS). Diese Modulationen sind die Grundlage von Codemultiplexverfahren und weiten das Sendespektrum im Vergleich zum Nutzdatenspektrum extrem auf. Der Empfang mittels Korrelation ist durch spezielle Codefolgen gekennzeichnet, die meistens zufallsähnliche Eigenschaften besitzen und die einzelnen Kanäle voneinander unterscheiden.
Damit sind auch Übertragungen möglich, deren Sendesignal unterhalb des Hintergrundrauschpegels liegt, so dass damit nicht einmal die Existenz einer Übertragung erkannt werden kann. Bei Bedarf kann die Nachrichtenübertragung wie bei allen anderen Modulationen auch verschlüsselt erfolgen. Eine Detektion, ob eine Übertragung erfolgt, ist nur bei Kenntnis der entsprechenden Bandspreiz-Codefolgen und mittels Korrelation möglich. Anwendungen dieser Techniken finden sich daher vor allem im militärischen Bereich zur Nachrichtenübertragung oder im Bereich der Spionage für sehr schwer aufspürbare Abhörgeräte. In den letzten Jahren finden diese Techniken teilweise auch in zivilen Bereichen Anwendung wie bei den Navigationssystemen GPS oder Galileo und im Mobilfunk der Dritten Generation mittels CDMA und bei Anwendungen der Steganografie, um mittels elektronischer Wasserzeichen beispielsweise von Musikstücken oder Videofilmen Urheberrechtsverletzungen nachweisen zu können.

### Pulsmodulationen
Bei diesen Modulationen erfolgt eine Umwandlung eines kontinuierlichen analogen Signals in eine zeitdiskrete Signalfolge bestehend aus einzelnen Pulsen, die wie in den Fällen der Pulsdauermodulation (PDM), Pulsamplitudenmodulation (PAM), Pulsfrequenzmodulation (PFM) und Pulsphasenmodulation (PPM) amplitudenkontinuierlich sind. Daneben gibt es auch amplitudendiskrete Versionen dieser Verfahren, bei PAM wird die wertdiskrete Version dann als Puls-Code-Modulation (PCM) bezeichnet. Die PDM kommt sowohl wertdiskret als auch wertkontinuierlich vor. Anwendungen der PDM sind beispielsweise die Leistungsregelung von Elektromotoren oder im Audiobereich bei Klasse-D-Verstärkern. Eine bei amplitudenmodulierten Sendeendstufen größerer Leistung eingesetztes Verfahren ist die Pulse-Step-Modulation (PSM).
Bei der Puls-Code-Modulation (PCM) wird ein Impulskamm, eine periodische Folge von kurzen Einzelpulsen, mit dem Eingangssignal multipliziert, um das Ausgabesignal („Sendesignal“) zu erhalten. Die einzelnen Ausgabewerte werden dann quantisiert, also in eine endliche Anzahl von Stufen umgewandelt. Anwendung findet diese Modulation bei einigen Analog-Digital-Umsetzern, speziell dann, wenn laufend eine Signalfolge gewonnen werden soll, wie dies bei der Digitalisierung von Sprach- und Musiksignalen der Fall ist.